# ماده خام

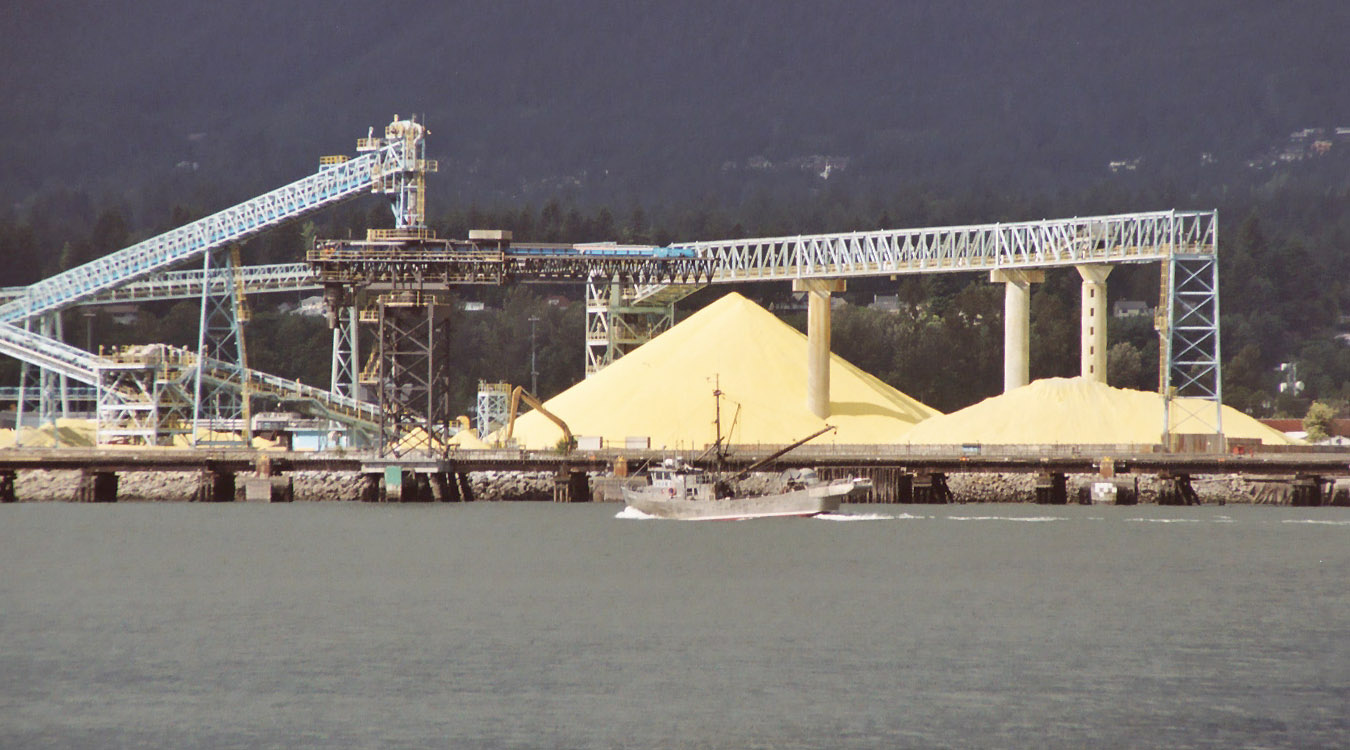
گوگرد در یک بندر، آماده بارگیری در کشتی.

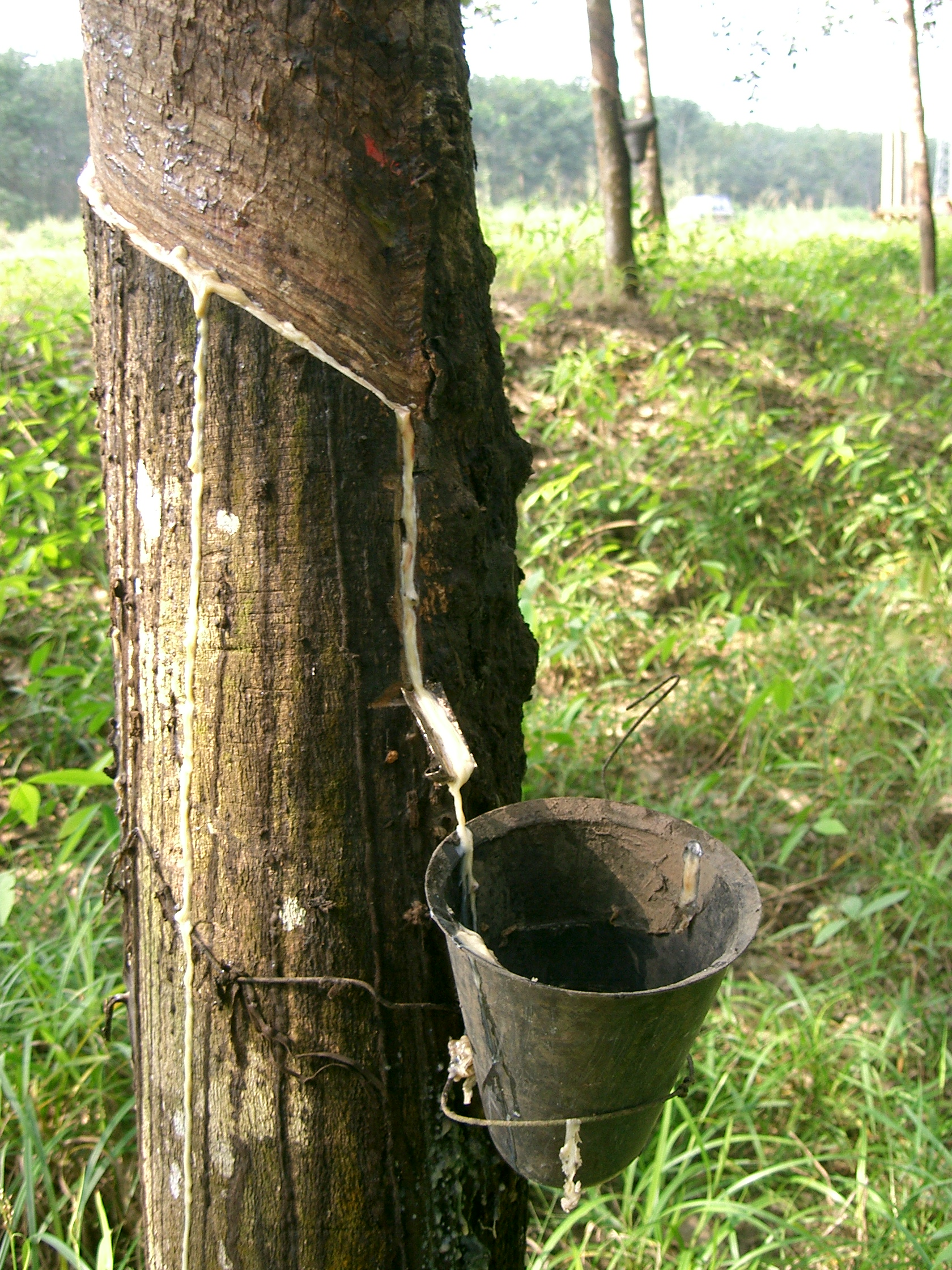
نحوه به دست آوردن شیرآبه

ماده خام یا ماده اولیه (به انگلیسی: Raw material) که به عنوان ماده فراوری نشده یا کالای اساسی نیز شناخته می‌شود، یک ماده اساسی است که برای تولید کالاها، محصولات نهایی، انرژی یا مواد واسطه‌ای که مواد اولیه محصولات نهایی آینده هستند استفاده می‌شود. عبارت ماده اولیه به‌طور ضمنی به این نکته اشاره دارد که مواد اولیه، دارایی‌های گلوگاهی باارزشی هستند که برای تولید سایر محصولات مورد نیاز هستند.
عبارت ماده خام به این نکته اشاره دارد که مواد در حالت غیر فراوری شده یا با فراوری حداقلی هستند. برای مثال؛ لاتکس خام، نفت خام، پنبه، زغال‌سنگ، زیست‌توده خام، سنگ معدن آهن، هوا، کنده چوب، آب، یا «هر محصول کشاورزی، جنگلی، صیدی، یا هر ماده معدنی در حالت طبیعی خود یا تبدیلی که برای آماده‌سازی آن برای بازاریابی جهانی در حجم‌های بزرگ مورد نیاز است». اصطلاح ماده اولیه ثانویه، اشاره به مواد زائدی دارد که بازیافت شده و مجدداً به عنوان ماده تولیدی استفاده می‌شود.